# شارع الفاروق (الموصل)
شارع الفاروق، يقع في العراق الساحل الايمن من مدينة الموصل ويعتبر من أشهر وأقدم شوراعها، انشئ في العهد الملكي سنة 1946.
ويمتاز كما يسمى في الموصل (الدنك) أي الاعمدة التي تشبه أعمدة شارع الرشيد ببغداد والتي تستقر عليها أبنية الطابق الثاني، ومن أبرز معالمه جامع الكبير النوري ويقع على الجهة اليسرى من الشارع 

## جغرافية وتاريخ الشارع

### سبب التسمية
سمي شارع الفاروق بأسم الخليفة الراشدي الثاني عمر بن الخطاب، بني في عهد رئيس البلدية خير الدين العمري الفاروقي والذي تولى إدارة بلدية الموصل منذ سنة 1933 حتى سنة 1949 وقد قام خير الدين العمري كما يقول الحاج عبد الجبار محمد جرجيس في كتابه (بلدية الموصل) بهدم الباب الجديد ونقل أنقاضه وباشر بفتح شارع الفاروق، وشارع الفاروق فُتح على درب قديم من دروب مدينة الموصل، وهو (درج دراج) الذي ذكره المؤرخ الموصلي أحمد الصوفي في خارطته التي صممها لمدينة الموصل ونفذها سنة 1953 ونشرها في كتابه (خطط الموصل)،
شارع الفاروق بقسميه القديم والجديد، كان له أثر كبير في التركيب السكاني والوظيفة الاقتصادية، فشارع الفاروق كان ولايزال من الشوارع المهمة التي تمتد على طوله البالغ كيلومترين ونصف وهو أطول من شارع نينوى بحوالي نصف كيلو متر.

#### الشارع القديم
أفتتح يوم 24 تشرين الثاني سنة 1946 فتحته بلدية الموصل في احتفال رسمي، ويمتد هذا الشارع من الباب الجديد الى دورة كنيسة اللاتين في منطقة الساعة محلة الاوس وهي محلة الساعة حاليا ومحلة الجولاق في العهد العثماني والساعة برج كنيسة اللاتين، ليربط جهة مدينة الموصل الجنوبية بجهتها الشمالية في محلة الشفاء، وشارع الفاروق يتقاطع عموديا مع شارع نينوى الذي يربط بين باب الجسرالعتيق شرقا برأس الجادة غربا، وبداية العمل كانت في شارع الفاروق خلال السنوات الاولى من الاربعينات من القرن الماضي اي القرن العشرين. 
الشارع طوله 800 متر وعرضه 20 مترا، اما الكلفة الكلية فبلغت (74000) الف دينار، ان من عمل في تخطيط الشارع مهندسون وعمالا عراقيون منهم المهندس نظمي والمهندس ادوارد رسام، وعيسى حلو، وماردين سركيس وبقية موظفي شعبة المساحة والرسم في بلدية الموصل، عند الافتتاح أرخ الشاعر الموصلي اسماعيل حقي فرج افتتاح شارع الفاروق بقصيدة جاء في مطلعها:
طابَ المسير بشارع الفاروق
مذ مهدوه فكان خير طريق
في حمى الخضراء تنضر شارع
قد جل عن أمتٍ وعن تضييقِ
في فتحه قد جد (خير الدين)
من قبل مهد (شارع الصديق ِ)
الى ان يقول:
قلنا كما قال طيبا
طاب المسيرُ بشارع الفاروقِ

##### الشارع الجديد
شارع الفاروق الجديد، الذي يمتد من دورة الساعة الى المستشفى الجمهوري، قد تمت المباشرة بالعمل به في سنة 1948، واكتمل العمل سنة 1950، روعي ان تكون ريازته كريازة شارع الفاروق القديم من حيث الاعمدة أو ما يسمى في الموصل (الدنك) الممتدة على جانبيه وعليها تقع الشقق، والبنايات في الطابق العلوي والتي كانت لها فوائد عديدة جمالية وفي مجال الاستخدام الصحيح للارض والوقاية عند التحرك في الشارع من الامطار واشعة الشمس .

## معالم الشارع
هناك الكثير من المعالم الحضارية التي تمتد من بدايته في دورة المستشفى الجمهوري حتى نهايته في الباب الجديد، وهي أن على جوانبه محلات سكنية عريقة منها الخاتونية والجامع الكبير واليهود وحمام المنقوشة والاوس وشهرسوق والرابعية والشيخ محمد والحويرة، كما ان هناك العديد من المساجد والجوامع على امتداد الشارع بقسميه ومن هذه الجوامع جامع الكبير النوري وجامع العمرية وجامع الجويجي ومسجد اليتيم ومدرسة الحاج زكريا التاجر وجامع عمر الاسود وجامع الصفار، كما أن هناك بيوتات الجليليين الذين حكموا الموصل بين سنتي 1726-1834، وكلية الموصل التابعة للاباء الدومنيكان وكنيسة الطاهرة هذا فضلا عن عدد من الساحات والحدائق منها البقجة عند دورة قاسم الخياط وحديقة الجليليين في شهرسوق.
في سنة 1982 أصدر الدكتور هاشم خضير الجنابي أستاذ جغرافية المدن في جامعة الموصل كتابه (التركيب الداخلي لمدينة الموصل)، وفيه وقف عند شارع الفاروق وقال أنه يعد من أهم شوارع الموصل القديمة بعد شارع نينوى، فهو يخترق المدينة من جهتها الجنوبية اي منطقة باب الجديد حتى جهتها الشمالية في محلة الشفاء عند المستشفى الجمهوري ويتقاطع مع شارع نينوى في الجزء القديم من المدينة.

## أحياء الشارع
شارع الفاروق، كان له تأثير على التركيب الداخلي للمدينة القديمة من خلال اختراقه تسعة احياء سكنية فيها هي:
- الباب الجديد
- شهر سوق
- الرابعية
- الاوس
- الجامع الكبير
- حمام المنقوشة
- باب المسجد
- الخاتونية
- الشفاء[1]